# 萊西鎮區 (堪薩斯州托馬斯縣)
萊西鎮區（英語：Lacey Township）為美國堪薩斯州托馬斯縣轄下的鎮區。2010年美国人口普查中該鎮區人口有121人。

## 地理
萊西鎮區涵蓋總面積為92.16平方（35.58平方英里），其中92.16平方（35.58平方英里）為陸地，0平方（0平方英里）或0%為水域。海拔高度931（3,054英尺）。

## 人口統計
根據2010年美國人口普查，萊西鎮區人口有121人，住房57戶，人口密度為1.31人/每平方公里。此鎮區居民之種族中，白人有121人，非裔美國人有0人，美洲原住民有0人，亞裔美國人有0人，太平洋島裔美國人有0人，其他種族有0人，混血種族則有0人。此外此鎮區有0人為西班牙裔或拉丁裔美國人。

## 交通

### 主要公路
- 24號美國國道
- 83號美國國道